# Santiago Acasiete
Wilmer Santiago Acasiete Ariadela, conegut futbolísticament com a Acasiete (nascut a Callao el 22 de novembre del 1977), és un exfutbolista professional peruà.
Jugava com a defensa al Cienciano del Cuzco, després d'haver passat molts anys a la UD Almería. També jugà a la selecció peruana.